# Hoa tuyết (phim truyền hình)
Hoa tuyết (tiếng tiếng Hàn: 눈꽃; Romaja: Nun-ggot, tiếng Anh: Snow Flower) là một bộ phim truyền hình Hàn Quốc năm 2006 với sự tham gia của Kim Hee-ae, Go Ara, Lee Jae-ryong và Kim Kibum. Phim được phát sóng trên đài SBS từ ngày 20 tháng 11 năm 2006 đến ngày 9 tháng 1 năm 2007 vào thứ Hai và thứ Ba lúc 21h55 với độ dài 16 tập.
Câu chuyện phim kể về một người mẹ cố gắng bảo vệ con gái khỏi tình yêu nhưng cuối cùng lại mang đau khổ cho cô, bộ phim truyền hình dựa trên cuốn tiểu thuyết cùng tên được viết bởi Kim Soo-hyun. Phim cũng được chuyển thể từ phim điện ảnh Flower in Snow năm 1992 do Yoon Jeong-hee và Lee Mi-yeon đóng vai chính.

## Nội dung
Yoo Da-mi (Go Ara) có hoàn cảnh rất thưong tâm, cô bị mồ côi và phải bị buộc phải chuyển đến ở với bà ngoại từ nhỏ. Cha cô sau đó biến mất khỏi cuộc đời cô, và kể từ đó, cô luôn tin rằng ông đã chết mãi. Thời gian trôi qua, mẹ cô Lee Kang-ae (Kim Hee-ae) trở thành một trong những nhà văn nổi tiếng nhất của đất nước. Cũng vì vậy mà cô không có thời gian dành cho con gái mình. Một ngày nọ, Da-mi vô tình chặn một cuộc điện thoại từ cha cô, Yoo Geon-hee (Lee Jae-ryong), và nhận ra rằng mẹ cô đã nói dối cô suốt những năm qua về nơi ở của cha. Tức giận, Da-mi nổi loạn bằng cách quyết định không học đại học, mặc dù cô đạt điểm xuất sắc ở trường trung học. Cô bất chợt nảy ra ý định cùng với bạn của mình đến một buổi thử giọng, và trở thành một nữ diễn viên. Trùng hợp là bộ phim đầu tiên Da-mi đóng vai chính dựa trên một trong những tiểu thuyết của mẹ cô Kang-ae. Trong một cuộc tranh cãi gay gắt, Da-mi nói với mẹ rằng cô sẽ đến Nhật Bản để tìm kiếm cha mình. Trong khi đó, người luôn ở bên cạnh cô là anh của sếp cô, Ha Young-chan (Kim Kibum), đã thầm yêu Da-mi và tiếp tục giúp đỡ cô mặc dù cô từ chối tình cảm của anh.

## Diễn viên

### Nhân vật chính
- Kim Hee-ae vai Lee Kang-ae
- Go Ara là Yoo Da-mi 
  - Yoon Jung-eun vai Da-mi khi còn trẻ
- Lee Jae-ryong vai Yoo Geon-hee
- Kim Kibum vai Ha Young-chan
- Lee Chan vai Ha In-chan, anh trai của Young-chan

### Nhân vật phụ
- Kim Sung-joon vai Park Dong-woo, bạn trai của Kang-ae
- Ahn Jae-hwan vai Min Ji-seob, bạn bác sĩ của Kang-ae
- Kim Young-ok là mẹ của Kang-ae và bà của Da-mi
- Kim Bo-yeon vai Choi Jung-sun, trợ lý kinh doanh của Kang-ae
- Song Seok-ho vai Lee Man-ho, chồng của Jung-sun
- Ji Sung-won vai Lee Shin-ae, Jung-sun và con gái lớn của Man-ho
- Lee Gun-joo vai Lee Shin-beom, con trai của Jung-sun và Man-ho
- Hayama vai Sakae, vợ Nhật Bản của Geon-hee
- Hoshino vai Yuka, con gái Nhật của Geon-hee
- Kim Min-chae vai Choi Jung-ja
- Park Ji-mi là bạn của Da-mi
- Kim Ha-yoon vai Oh Hee-jin
- Shin Kwi-shik

## Phát sóng quốc tế
Tại Thái Lan, phim được phát sóng trên kênh Modernine TV bắt đầu từ ngày 29 tháng 7 năm 2008 đến ngày 1 tháng 10 năm 2008, vào thứ Hai-thứ Tư lúc 13: 05-14: 00 